# گل جالیز

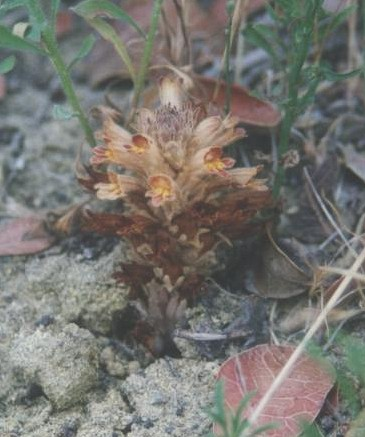
Orobanche sp.

گُل جالیز یا گلک (به انگلیسی: Orobanche) سرده‌ای از گیاهان گلدار است که در حدود ۱۵۰ گونه دارد.
این جنس در ایران ۳۶ گونه دارد که همگی انگل دیگر گیاهانند.
گل جالیز انگل مطلق ریشه گیاهان دولپه بوده و به دلیل فقدان برگ و سبزینه با جذب آب و مواد غذایی از گیاه میزبان سبب کاهش رشد و عملکرد، ایجاد پژمردگی و در نهایت مرگ آن می‌شود.
کاهش عملکرد بسته به شدت حمله فرق می‌کند در برخی موارد زارعان به دلیل شدت آلودگی زمین کشت شده را رها می‌کنند.

## گستره میزبانی
دامنه میزبانی این انگل در بین گیاهان دو لپه وسیع بوده که در این خصوص می‌توان به گیاهانی چون آفتاب‌گردان، گلرنگ، بادمجان، گوجه فرنگی، توتون، عدس، باقلا، نخود، کلزا، هویج و برخی درختان میوه همچون بادام، زردآلو و غیره اشاره نمود.

## نحوه گسترش و سیکل زندگی
گل جالیز در مرحله‌ای روی سطح خاک مشاهده می‌شود که خسارت عمده‌ای به گیاهان میزبان وارد نموده و علاوه بر این ارتباط مستحکم بین انگل و میزبان سبب شده که روش‌های کنترل این انگل مشکل شود.
چرخه زندگی گل جالیز با بذر شروع می‌شود. بذر از طریق تحریک مواد مترشحه ریشه گیاه میزبان شروع به جوانه زدن می‌نماید و پس از اتصال به ریشهٔ گیاه میزبان زندگی خود را ادامه می‌دهد. این انگل دارای بذرهای بسیار ریز بوده به نحوی که به‌طور تقریبی ۱۰۰ میلی‌گرم بذر گل جالیز حاوی تعداد ۲۰ هزار بذر است. هر بوته گل جالیز حدود ۲۵۰ هزار بذر تولید می‌کند. این بذرها توسط باد و آب آبیاری به راحتی جا‌به‌جا می‌شوند. اغلب بذرهای گل جالیز دارای خواب اولیه هستند و دامنهٔ زمانی این خواب بین یک تا دو سال است. حداکثر فاصله بذر از ریشه میزبان برای تأثیرپذیری از مواد محرک جوانه زنی دو سانتیمتر و مدت زمان لازم برای تأثیرپذیری گل جالیز از مواد محرک ریشهٔ میزبان پس از آماده سازی آن بین ۴۸ـ۲۴ ساعت است. بذرهای گل جالیز می‌توانند قابلیت حیات خود را در شرایط آزمایشگاهی به مدت ۱۳ سال و در شرایط مزرعه‌ای به مدت ۱۲ سال حفظ کنند.

### اتصال به میزبان
پس از جوانه زدن بذر گل جالیز رشتهٔ اولیه از درون پوستهٔ بذر خارج می‌شود و اطراف ریشهٔ گیاه میزبان استقرار می‌یابد. نفوذ به داخل ریشهٔ میزبان از طریق ترشح آنزیم‌ها و همچنین فشار مکانیکی سلول‌های مکینه صورت می‌گیرد که موجب جدا شدن سلول‌ها از یکدیگر می‌شوند.
سرانجام بافت مکینه سیستم آوندی ریشهٔ میزبان را احاطه کرده و در نهایت سبب برقرار شدن ارتباط محکم می‌شود و حرکت مواد آوندی گیاه را برای انگل سوق می‌دهد که با ادامهٔ این عمل گیاه میزبان به تدریج ضعیف شده و در صورت ادامه یافتن به مرگ میزبان منجر خواهد شد.

## کنترل
روش‌های عملی مبارزه با گل جالیز به شرح زیر می‌باشند:
1. تاریخ کاشت: تاریخ کاشت با تأثیری که از طریق عامل محیطی، درجه حرارت، بر جوانه زدن بذر گل جالیز می‌گذارد؛ می‌تواند در کنترل آن مؤثر باشد یعنی با زود کاشتن محصول و پیش رس نمودن آن می‌توان گیاه را از خسارت آن فراری داد.
2. تناوب زراعی: تناوب وقتی مؤثرتر خواهد بود که گیاهان موجود در تناوب، بذر گل جالیز را وادار به جوانه زنی کنند ولی خود میزبان نباشد. این گونه محصولات را گیاهان تله می‌نامند، از جمله این گیاهان می‌توان به سورگوم، ذرت، یونجه و... اشاره کرد و در برنامهٔ کاشت مزرعه قرار داد.
3. تغذیهٔ مناسب: کاهش حاصلخیزی، بالا بودن PH خاک که در نتیجه منجر به عدم جذب عناصر غذایی از طرف گیاه خواهد شد، باعث تشدید حضور گل جالیز در مزرعه می‌شود. بنابراین تغذیه مناسب گیاه قبل از کاشت و در طول مرحلهٔ داشت می‌تواند تا حدودی میزان خسارت را کاهش دهد.
4. وجین دستی: از بین بردن و حذف گل جالیز به محض سر برآوردن از خاک با وسایل تیز و برنده می‌تواند در جلوگیری از میزان خسارت و جلوگیری از تولید بذر آن مؤثر باشد.
5. آفتاب دهی خاک: پهن کردن پوشش پلاستیکی در سطح خاک و رعایت یک سری اصول فنی در طول فصل گرم سال می‌تواند در کاهش جمعیت این انگل مؤثر باشد.
6. مبارزه بیولوژیک
7. مبارزه شیمیایی: علف کشی نظیر رانداپ به میزان ۵۰ سی‌سی در هکتار برای سه نوبت در زمان ۳۰، ۴۰ و ۵۰ روز پس از کشت نشاء می‌توان در مزرعه استفاده نمود.

## نگارخانه

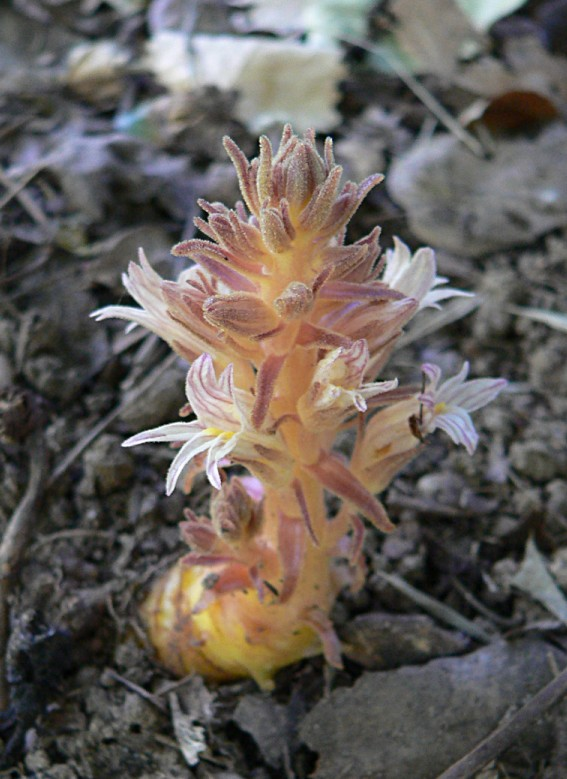
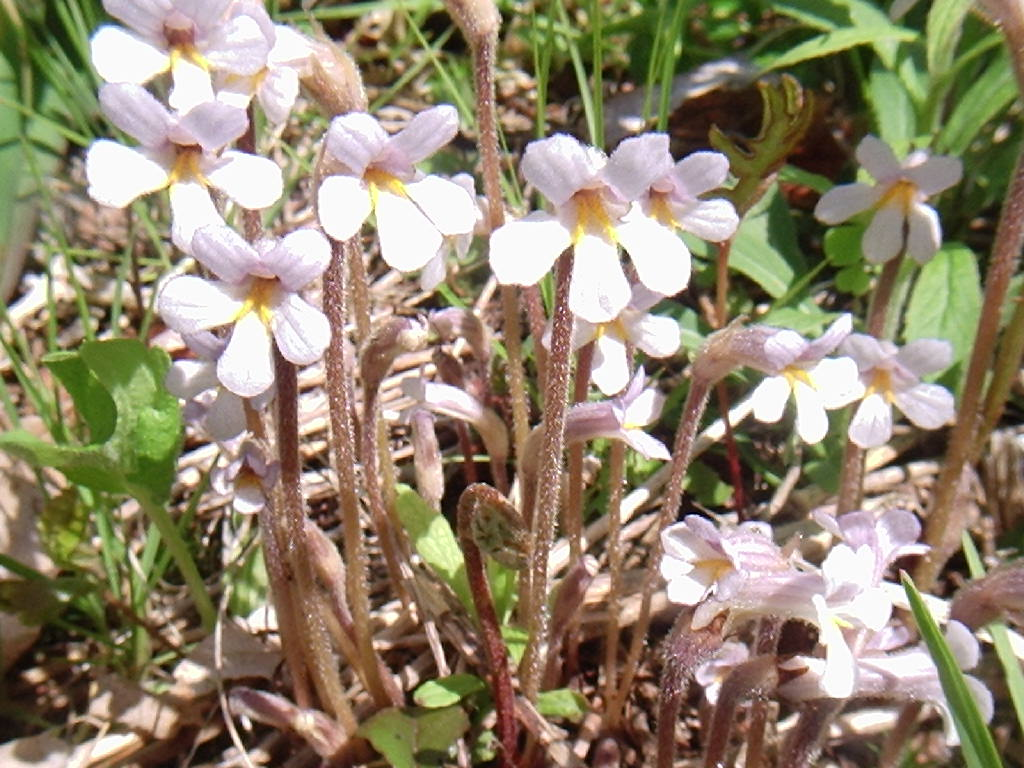
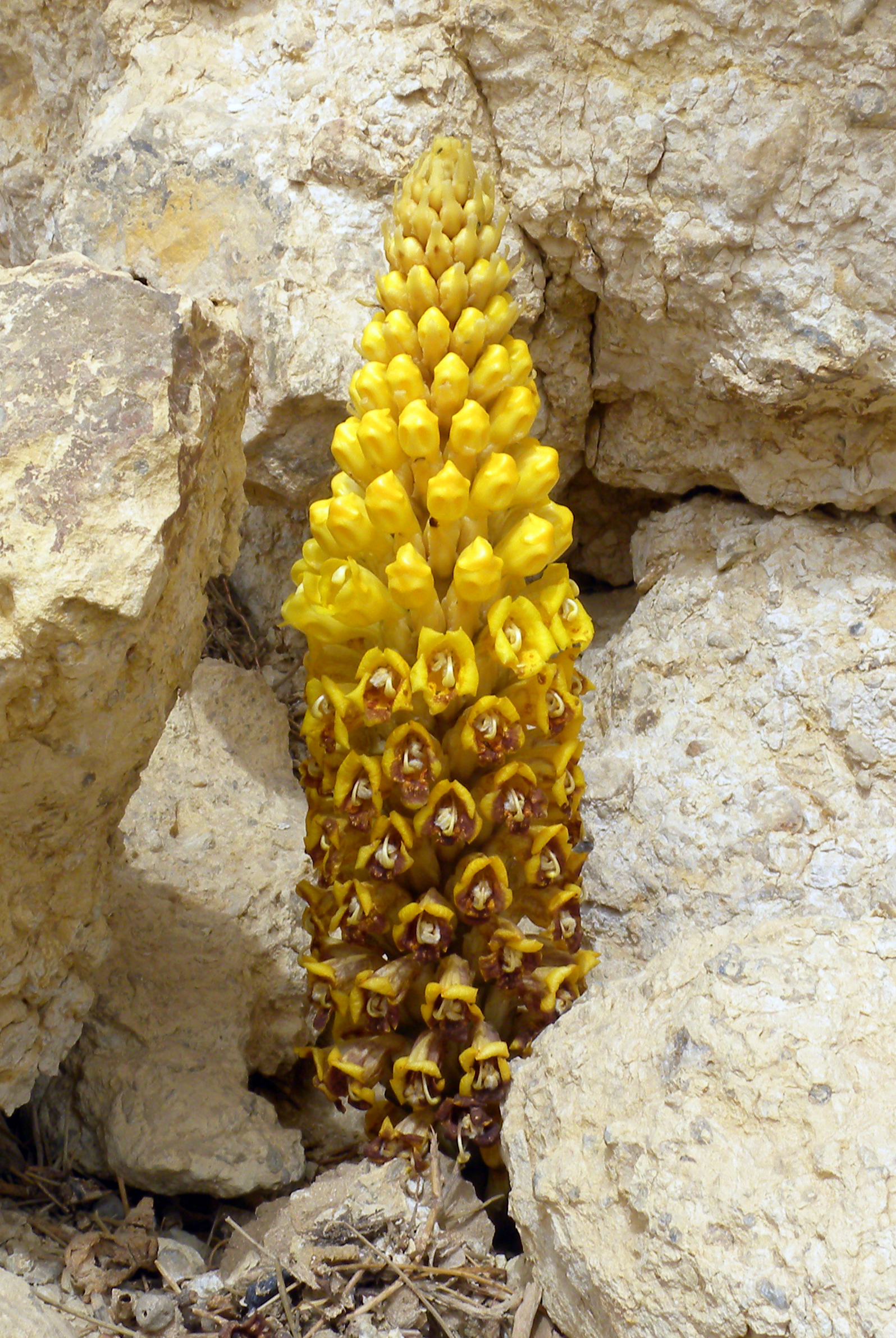